# 贾斯汀·纳普
贾斯汀·安东尼·纳普（英語：Justin Anthony Knapp，1982年11月18日—），网名Koavf，生于美国印第安纳州印第安纳波利斯，维基百科编者。他是第一个在维基百科编辑次数达到100万次的维基人。截至2015年7月，纳普的编辑次数接近150万。2012年4月18日至2015年11月1日，纳普在最活跃的维基百科贡献者中排名第一。

## 教育与经历
纳普于1997进入圣约基督高中（Covenant Christian High School）。他在印第安纳大学与普渡大学印第安纳波利斯联合分校获哲学和政治学学位。截至2013年，他于印第安纳大学（Indiana University）攻读护理专业。为维持生计，纳普变换过不少工作，包括派送披萨、杂货店和危机热线工作。

## 生涯

### 维基百科
刚加入维基时，纳普还是一名大三的学生，他回忆道“我当时还没有个人电脑，我就在学校把文章打印出来，然后带回家读。”
2012年4月19日，纳普宣布了他在维基百科的第100万次编辑。自2005年3月注册账号以来，他平均每天编辑385次。对于他的表现，纳普说：“突然并且非自愿地失业才会这样对你”他的维基百科用户名“Koavf”的被扩写为“Vext粉丝之王”（King of all Vext Fans） ，这出自20世纪90年代的漫画书《Vext》。

在他走红后，一些“小团体”找到他，请求纳普在维基上写他们公司的文章，并给予他酬劳，但被纳普拒绝。

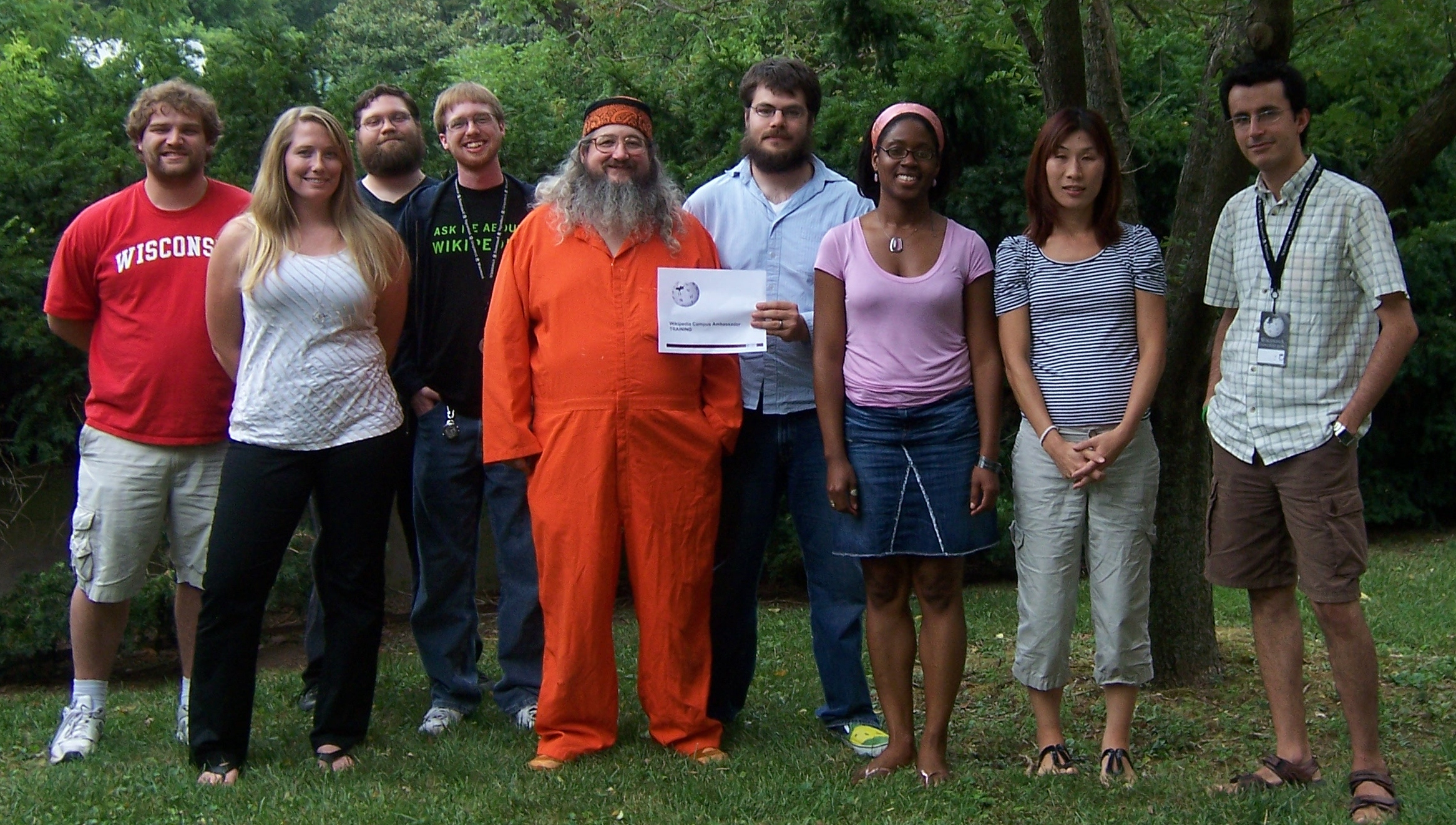
纳普（左三）2011年在一个维基百科培训课程 。

纳普对乔治·奥威尔作品的编辑具有突出贡献，他还做过一些对专辑分类的编辑。2012年，维基百科联合创始人吉米·威尔士向他的工作表示祝贺，并授予他该网站的最高成就奖，将每年的4月20日定为贾斯汀·纳普日。 在2014年一次与《Business Insider》的采访中，纳普说他的维基百科编辑并没有“代表日”，他还认为这样的编辑次数“未必是个问题”，最终百科内容会变得完整。

### 社会活动
在2005年第60届联合国大会上，纳普为撒哈拉人发言并提及了西撒哈拉的现状。 2013年，他为“复兴第四修正案”的示威运动进行社区组织。

## 影响
2014年7月21日，纳普在维基百科的编辑成为BBC智力竞赛节目《大学挑战》的问题主题。